# Out in the Street
"Out in the Street" je pjesma Brucea Springsteena s njegova petog albuma, The River iz 1980. Snimljena je u The Power Stationu u New Yorku između ožujka i svibnja 1980. kao jedna od posljednjih pjesama snimljenih za album. Springsteen je isprva namjeravao izostaviti pjesmu s albukma jer mu se činila preidealističnom.
Iako je album poznat po nizanju mračnih emocionalnih pjesama ("The River", "Independence Day") i melodičnih pop pjesama ("The Ties That Bind", "Hungry Heart"), "Out in the Street" je spoj obaju svjetova. Zajedno s "The Ties That Bind" i "Two Hearts", "Out in the Street" je jedna od ključnih pjesama na The River koja govori o potrebi za zajednicom. Stihovi podsjećaju na temu djevojaka i zabava, ali i izazivaju empatiju za radničku klasu. Međutim, u refrenu se osjeća sloboda kad protagonist odlazi s posla i šeta ulicom ("Out in the Street").
Glazbeni dio pjesme čine odzvanjajući klavir Roya Bittana i solo na saksofonu Clarencea Clemonsa. Završni dio karakteriziraju zavijajući vokali Springsteena, Roya Bittana i Stevena Van Zandta. Springsteen u jednom stihu prestaje pjevati, pustivši Van Zandta da otpjeva refren "meet me out in the street". U tom trenutku stih zvuči kao molba za sastanak koja mijenja cjelokupni samouvjereni ton pjesme.
"Out in the Street" je postala jedna od omiljenih koncertnih brojeva, a izvodila se do Reunion Toura 1999. i 2000. što je obuhvaćeno na koncertnom albumu i videu Live in New York City. Tijekom The River Toura, vokalno zavijanje izvođeno je slično kao na albumu. Međutim, kako je Steven Van Zandt bio odsutan tijekom Born in the U.S.A. Toura, njegovo mjesto zauzeli su Patti Scialfa i Nils Lofgren, dok Roy Bittan više nije pjevao. Na Reunion Touru, zavijanje je podijeljeno između Springsteena, Van Zandta, Scialfe, Lofgrena i Clarencea Clemonsa. Springsteen je puštao i publici da se pridruži. Pjesma je do 2008. izvedena 500 puta.

## Vanjske poveznice
- Stihovi "Out in the Street"  Arhivirana inačica izvorne stranice od 16. svibnja 2008. (Wayback Machine) na službenoj stranici Brucea Springsteena